# NGC 5603
NGC 5603 (również PGC 51382 lub UGC 9217) – galaktyka soczewkowata (S0), znajdująca się w gwiazdozbiorze Wolarza. Odkrył ją William Herschel 29 kwietnia 1788 roku. Jest to galaktyka z aktywnym jądrem typu LINER.